# Essertenne-et-Cecey
Essertenne-et-Cecey ist eine Gemeinde im französischen Département Haute-Saône in der Region Bourgogne-Franche-Comté.

## Geographie
Essertenne-et-Cecey liegt auf einer Höhe von 192 m über dem Meeresspiegel, zehn Kilometer südwestlich von Gray und etwa 34 Kilometer ostnordöstlich der Stadt Dijon (Luftlinie). Das Dorf erstreckt sich im äußersten Westen des Départements, in der Talmulde des Ruisseau d'Échalonge nordwestlich des Saônetals.
Die Fläche des 11,30 km² großen Gemeindegebiets umfasst einen Abschnitt in der leicht gewellten Landschaft nordwestlich des Saônetals. Von Norden nach Süden wird das Gebiet vom Ruisseau d'Échalonge in einer Alluvialniederung durchquert. Der Fluss, der nördlich von Essertenne zum Étang d'Échalonge aufgestaut ist, sorgt für die Entwässerung zur Saône. Die Talmulde liegt auf durchschnittlich 190 m und weist eine Breite von rund 500 Metern auf. Die östliche Abgrenzung bildet die Saône, die hier durch eine breite Alluvialebene fließt.
Flankiert wird die Mulde des Ruisseau d'Échalonge von einer leicht gewellten Landschaft, die überwiegend aus tertiären Sedimenten besteht. Teils treten auch kalkige Schichten der oberen Jurazeit zutage. Landwirtschaftliche Nutzung herrscht hier vor. Größere Waldflächen liegen entlang der Gemeindegrenzen: im Nordosten der Bois de Mantoche, im Süden der Bois des Hautes-Meuzelles und im Nordwesten der Forêt d'Autrey. Westlich des Dorfes befindet sich die Anhöhe des Montsebaut (232 m). Mit einem langen schmalen Zipfel erstreckt sich das Gemeindeareal nordwärts in die Talmulde des Ruisseau de l'Étang. Mit 246 m wird auf einer Anhöhe beim Gehöft Petit Colonge die höchste Erhebung von Essertenne-et-Cecey erreicht.
Die Doppelgemeinde besteht aus den Ortsteilen Essertenne westlich und Cecey östlich des Ruisseau d'Échalonge sowie der Siedlung Moulin Rouge (193 m) im Tal der Saône. Nachbargemeinden von Essertenne-et-Cecey sind Champagne-sur-Vingeanne und Autrey-lès-Gray im Norden, Mantoche und Apremont im Osten, Talmay im Süden sowie Jancigny und Renève im Westen.

## Geschichte
Das Gemeindegebiet war bereits in prähistorischer Zeit besiedelt, wovon Spuren aus der Bronzezeit und Reste eines römischen Verkehrsweges zeugen. Essertenne wurde im 12. Jahrhundert gegründet. Im Mittelalter gehörte der Ort zur Freigrafschaft Burgund und darin zum Gebiet des Bailliage d’Amont. Essertenne bildete eine eigene Herrschaft, die in Abhängigkeit von den Herren von Vergy stand. Das Kloster Bèze hatte ebenfalls Grundbesitz und Rechte im Dorf. Zusammen mit der Franche-Comté gelangten Essertenne und Cecey, das bereits 1048 urkundlich erwähnt wird, mit dem Frieden von Nimwegen 1678 definitiv an Frankreich. 
Bereits im 16. Jahrhundert wurde am Ruisseau d’Échalonge ein Hochofen eingerichtet, der später mit einem Schmiede- und Eisenwerk ergänzt wurde. Dieses war bis 1877 in Betrieb. Im Jahr 1808 fusionierten Essertenne und Cecey zur Doppelgemeinde. Mit der Eröffnung der Bahnlinie von Gray nach Saint-Jean-de-Losne wurde Essertenne-et-Cecey in der zweiten Hälfte des 19. Jahrhunderts an das französische Eisenbahnnetz angebunden. Seit 2008 ist Essertenne-et-Cecey Mitglied des 14 Ortschaften umfassenden Gemeindeverbandes Communauté de communes des Quatre Vallées.

## Sehenswürdigkeiten
Die Kirche Saint-Julien in Essertenne wurde im 18. Jahrhundert neu erbaut. Zur bemerkenswerten Ausstattung gehören eine Madonnenstatue und eine Statue des heiligen Julien (16. Jahrhundert), verschiedene Gemälde aus dem 17. bis 19. Jahrhundert sowie mehrere Grabplatten. Als Besonderheit befinden sich die Glocken in einem kleinen Holzturm neben der Kirche. Das Pfarrhaus stammt aus dem 18. Jahrhundert. Der alte Ortskern ist geprägt durch verschiedene Häuser aus dem 17. bis 19. Jahrhundert, die den traditionellen Stil der Region zeigen. In Essertenne stehen zwei Herrschaftssitze aus dem 17. und 18. Jahrhundert. Aus dem 17. Jahrhundert stammt die Kapelle von Cecey, die ebenfalls zahlreiche Grabplatten besitzt. Die ehemaligen Schmiedewerke von Échalonge sind als Monument historique klassiert. Sie umfassen die Villa des Besitzers der Werke, Arbeiterhäuser, Lagerhallen und das Wassernetz (mit Kanälen, Brücken und einem Lavoir).

## Bevölkerung
| Jahr                       | 1962 | 1968 | 1975 | 1982 | 1990 | 1999 | 2006 |
| Einwohner                  | 295  | 264  | 236  | 273  | 314  | 337  | 389  |
| Quellen: Cassini und INSEE |      |      |      |      |      |      |      |

Mit 419 Einwohnern (1. Januar 2022) gehört Essertenne-et-Cecey zu den kleineren Gemeinden des Département Haute-Saône. Nachdem die Einwohnerzahl in der ersten Hälfte des 20. Jahrhunderts deutlich abgenommen hatte (1886 wurden noch 530 Personen gezählt), wurde seit Mitte der 1970er Jahre wieder ein Bevölkerungswachstum verzeichnet.

## Wirtschaft und Infrastruktur
Essertenne-et-Cecey war lange Zeit ein vorwiegend durch die Landwirtschaft (Ackerbau, Obstbau und Viehzucht) und die Forstwirtschaft geprägtes Dorf. Später bestimmten die Schmiede- und Eisenwerke das dörfliche Leben. Heute gibt es einige Betriebe des lokalen Kleingewerbes. In den letzten Jahrzehnten hat sich das Dorf zu einer Wohngemeinde gewandelt. Viele Erwerbstätige sind deshalb Pendler, die in den größeren Ortschaften der Umgebung ihrer Arbeit nachgehen.
Der Ort ist verkehrstechnisch gut erschlossen. Er liegt an der Hauptstraße D70, die von Gray nach Dijon führt. Weitere Straßenverbindungen bestehen mit Pontailler-sur-Saône und Autrey-lès-Gray.